# József Nyírő
József Nyírő [ˈjoːʒɛf ˈɲiːrøː] (* 18. Juli 1889 in Székelyzsombor (Jimbor, Rumänien), Österreich-Ungarn; † 16. Oktober 1953 in Madrid) war ein völkischer ungarischer Schriftsteller und Politiker. Nach Albert Wass gilt er als Hauptvertreter dieser Strömung in Ungarn und wird neben ihm in populistischen Kreisen als Nationaldichter verehrt.

## Leben
Nyírő gehörte zur Bevölkerungsgruppe der Szekler in Siebenbürgen und besuchte das katholische Gymnasium in Székelyudvarhely, eine weiterführende Ausbildung genoss er am katholischen Kollegium in Alba Iulia und Wien. Ab 1919 war er zunächst als katholischer Geistlicher im nunmehr rumänischen Kreis Cluj tätig. Als er seine Jugendliebe heiratete, wurde er von der katholischen Kirche exkommuniziert. Nach seinem Ausscheiden aus dem Kirchenamt arbeitete er als Mühlenbetreiber, später als Journalist.
Im Jahre 1941, nachdem Siebenbürgen durch den Zweiten Wiener Schiedsspruch an das von Miklós Horthy regierte Ungarn angeschlossen wurde, zog er als Abgeordneter für Siebenbürgen nach Budapest. Dort wurde er Herausgeber der Wochenzeitschrift "Magyar Erő" (Ungarische Kraft). Da sein völkisches Schrifttum mit dem Nationalsozialismus kompatibel erschien, wurde Nyírő ab 1941 zur Teilnahme an den vom NS-Literaturbetrieb organisierten Europäischen Dichtertreffen in Weimar eingeladen.
Nach dem Putsch der faschistischen Pfeilkreuzler unter Ferenc Szálasi war Nyírő ab Oktober 1944 Mitglied des sogenannten „Pfeilkreuzler-Parlaments“. Im März 1945 flüchtete er mit dem Sonderzug dieses Parlaments vor der anrückenden Roten Armee nach Deutschland.
Der ungarische Innenminister László Rajk beantragte 1947 bei den Alliierten seine Auslieferung als Kriegsverbrecher gemäß dem Londoner Statut von 1945, die Anfrage blieb allerdings erfolglos. 1948 wurde Nyírő Vorsitzender des neu gegründeten Ungarischen Kulturbundes in München. Nach der Gründung der Bundesrepublik Deutschland zog Nyírő weiter ins franquistische Spanien, weil er aufgrund der veränderten Rechtslage einer eventuellen Auslieferung entgehen wollte.
Nach 2010 erklärte die ungarische Regierung Viktor Orbáns ihn als bedeutenden Volksdichter und machte Schriften von ihm und anderen völkischen Dichtern zur Pflichtlektüre in den Schulen. 
Im Mai 2012 kam es zu einem heftigen Streit zwischen den Regierungen Ungarns und Rumäniens, nachdem die ungarische Regierung die feierliche Überführung seiner Asche in den rumänischen Ort Odorheiu Secuiesc für ein inoffizielles Staatsbegräbnis angekündigt hatte. Nach Ansicht der rumänischen Regierung widerspreche die Ehrung Nyírős europäischen Werten, da Nyírő sich antisemitisch geäußert habe. Die Urne mit Nyírős Asche verschwand unter ungeklärten Umständen vor der geplanten Umbettung.

## Schriften in deutscher Übersetzung (Auswahl)
- Der Uz. Roman aus den Schneebergen Siebenbürgens, Übersetzung Andreas Gaspar, Berlin, Zsolnay 1937
- Die Totenpfähle. Ein Buch aus Siebenbürgen, Übersetzung Wilhelm Dérföldy-Lux. P. Zsolnay, Berlin 1941
- Denn keiner trägt das Leben allein, Übersetzung Hildegard von Roos, Hans von Hugo Verlag, Berlin 1941, Victoria Verlag, 1954